# جيمس بيتر هيل
جيمس بيتر هيل (بالإنجليزية: James Peter Hill)‏ (21 فبراير 1873 – 24 مايو 1954) عالم أجنة إسكتلندي.